# Cymatura holonigra longipilis
Cymatura holonigra longipilis es una subespecie de escarabajo longicornio del género Cymatura, tribu Xylorhizini, subfamilia Lamiinae. Fue descrita científicamente por Teocchi en 1990.
La especie se mantiene activa durante el mes de enero.

## Descripción
Mide 19 milímetros de longitud.

## Distribución
Se distribuye por Tanzania.